# Wayne County, Mississippi
Wayne County är ett administrativt område i delstaten Mississippi, USA, med 20 747 invånare. Den administrativa huvudorten (county seat) är Waynesboro. 

## Geografi
Enligt United States Census Bureau har countyt en total area på 2 107 km². 2 099 km² av den arean är land och 8 km² är vatten. 

### Angränsande countyn
- Clarke County - nord
- Choctaw County, Alabama - nordost
- Washington County, Alabama - sydost
- Greene County - syd
- Perry County - sydväst
- Jones County - väst
- Jasper County - nordväst